# Aplazja kości promieniowej

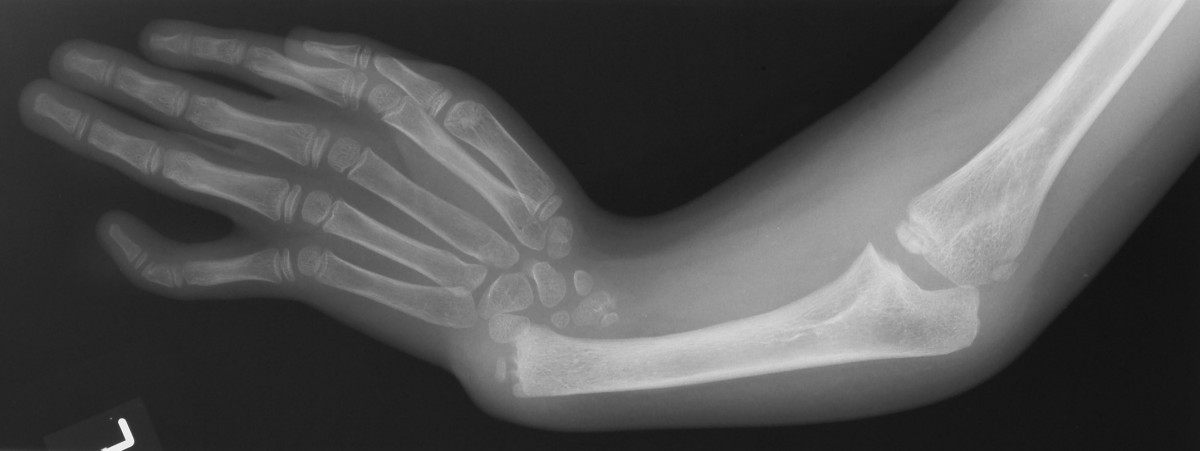
Aplazja kości promieniowej u pacjentki z zespołem TAR.

Aplazja kości promieniowej – wada wrodzona. Aplazja (niewykształcenie) kości promieniowej jest składową kilku zespołów wad wrodzonych:
- zespołu TAR[1]
- asocjacji VATER
- zespołu Holt-Orama
- niedokrwistości Fanconiego[2]
- zespołu Edwardsa
- zespół Klippla-Feila